# Virtuális dedikált szerver
A virtuális dedikált szerver vagy virtuális privát szerver (VPS) egy olyan virtuális számítógép, amelyet internetes tárhelyszolgáltatás részeként értékesítenek.
A virtuális dedikált szerver saját operációsrendszer-másolatot futtat, az ügyfeleknek pedig ezekhez a rendszerpéldányokhoz rendszergazdai szintű hozzáférésük van. Így gyakorlatilag bármilyen alkalmazást telepíthetnek, amely az adott típusú rendszeren futtatható. A virtuális dedikált szerverek gyakorlatilag minden jelentős szempontból egyenértékűek a fizikai dedikált szerverekkel, azonban mivel szoftveralapú, sokkal könnyebben létrehozható és konfigurálható. A virtuális dedikált szerverek ára jóval alacsonyabb, mint a fizikai dedikált szerveké, ám mivel a fizikai hardvereszközöket más virtuális szerverekkel osztják meg, a teljesítmény esetenként kisebb lehet. Ez elsősorban azon múlik, hogy a kiszolgáló-csomópontban található rendszerpéldányok terhelése mekkora az adott pillanatban.

## Virtualizáció
A szervervirtualizáció mögött ugyanaz a hajtóerő áll, ami a múltban az időmegosztás és a multiprogramozás kidolgozását is ösztönözte. Bár az erőforrások az időmegosztáshoz hasonlóan oszlanak meg a virtuális szerverpéldányok között, a virtualizáció nagyobb fokú biztonságot tesz lehetővé, a felhasznált virtualizációs módszertől függően, mivel az egyes szerverek teljesen elkülönülnek egymástól és saját teljes értékű operációs rendszereket futtatnak, amelyeket egymástól függetlenül is újra lehet indítani.
A fizikai szerverek olyan módon történő particionálása, hogy több külön szerverként működhessenek, a VMware ESX Server 2001-es debütálását követően kezdett egyre népszerűbbé válni. A fizikai szerveren rendszerint egy hypervisort (vagy magyarul hiperfelügyelőt) futtat, amelynek a feladata a virtuális számítógépek és operációs rendszerek (guestek) futtatása, amelyek erőforrásait felosztja és felügyeli. A guestek számára a fizikai szerver erőforrásainak egy adott részét osztja ki olyan módon, hogy az más erőforrásokhoz nem fér hozzá, azok nem képezik részét a virtuális gépnek. A VPS saját operációs rendszerpéldányt futtat, melyhez az ügyfelek rendszergazdai szintű hozzáféréssel bírnak és bármely kompatibilis szoftvert telepíthetnek, ugyanakkor tekintettel a megosztott erőforrásokra a VPS processzorideje, RAM memóriája és lemezterülete általában limitált.
A VMware és a Hyper–V uralják ugyan a házon belüli vállalati szervervirtualizációs piacot, a VPS szolgáltatóknál nem használják őket ilyen nagy arányban, elsősorban áruk és korlátozásaik miatt. A VPS szolgáltatók ezek helyett rendszerint az OpenVZ, Virtuozzo, Xen vagy KVM termékeket használják.

## Virtuális webtárhely
A szolgáltatók napjainkban egyre gyakrabban biztosítják webtárhely (hoszting) szolgáltatásaikat virtuális dedikált szervereken, a hatékonyabb erőforrás-megosztás érdekében, a hagyományos webtárhely szolgáltatás kiterjesztéseként.
A korlátlan webtárhely szolgáltatások esetében az adott sávszélességen továbbított adatmennyiség nincsen korlátozva. Az ilyen típusú szolgáltatásokat általában 10 Mbit/s, 100 Mbit/s vagy 1000 Mbit/s sávszélességgel kínálják, egyes esetekben akár 10Gbit/s sávszélességgel is. Ez azt jelenti, hogy a felhasználó havonta elméletben 3,33 TB-ot használhat fel 10 Mbit/s sávszélesség esetén, 333 TB-ot 1000Mbit sávszélesség esetén, bár a gyakorlatban ezek a valóban kihasznált kapacitás jóval kisebb. Virtuális szerverek esetén ezen a sávszélességen több szerverpéldány osztozik, így a szolgáltatók technikai lehetőségeivel és az infrastruktúra átviteli kapacitásával együtt a korlátlan felhasználás a gyakorlatban nem valósul meg. A virtuális szerverhoszting-szolgáltatások éppen ezért a legtöbb esetben sávszélesség-megosztási feltételek elfogadásával vehetőek igénybe.

## Felhőalapú VPS
A dinamikus VPS-eket általában felhőalapú (cloud) szerverekként említik. Az Egyesült Államokban és Nyugat-Európában mára már nagy teret nyertek a piacon ezek a típusú VPS megoldásokkal szemben.
A felhőalapú virtuális dedikált szerverek lényege, hogy nem egyetlen fizikai szerveren, dedikált önálló gépen osztoznak, hanem egy nagyságrendekkel nagyobb számítási és tárhelykapacitással bíró szerverfarm erőforrásain. Mint a hagyományos VPS-megoldások esetében, az alapelv itt is az, hogy az erőforrások a szükségesnél nagyobb mennyiségben álljanak rendelkezésre, így a szerverfarm kapacitásaink osztozó dedikált szerverpéldányok a terheléstől függően mindig elegendő erőforráshoz juthatnak a teljes rendelkezésre állás érdekében. Ennek érdekében általában redundáns infrastruktúra kerül kialakításra, így az egyes hardvereszköz komponensek meghibásodása nincsen hatással a rendelkezésre állásra, a rendszer más részei át tudják venni a kieső kapacitás funkcióit.
A felhőalapú VPS azért tesz szert egyre nagyobb népszerűségre a hagyományos VPS-megoldásokkal szemben, mert a redundáns kialakítás miatt a felhasználók elméletileg minden esetben elérhetik saját VPS-üket. A bővítés jóval hatékonyabb a rendelkezésre álló többletkapacitásnak köszönhetően, így akár azonnal is kivitelezhető ahelyett, hogy a fizikai hardverelemek bővítésére hosszabb ideig kellene várnia az ügyfeleknek. A hagyományos VPS-ekkel szemben a rendszer újratelepítéséhez és az erőforrások változtatásához sem kell rendszergazdai segítség, a felhasználók önkiszolgáló irányítópulton, egy virtuális felhasználói felületen módosíthatják a megfelelő beállításokat.
A felhőalapú rendszerek sokszor biztonságosabbak is a hagyományos VPS rendszereknél. Mivel az egész szerverfarm és a szervereken tárolt több ezernyi virtuális szerver adatainak védelmét kell biztosítani a szolgáltatónak, s erre nagyobb mértékű erőforrások is állnak rendelkezésére, ezek a rendszerek sokkal jobban védettek az illetéktelen betörési, hozzáférési próbálkozásokkal szemben.
A modern szerverfarmok fizikailag is biztonságosabbak, mivel tervezésükkor és megépítésükkor nem csak a megfelelő biztonságtechnikai szempontokra, a hűtőrendszer kialakítására figyelnek, de arra is, hogy a létesítmények a természeti katasztrófákkal szemben is ellenállóak legyenek. Ez természetesen nem jelent teljes védelmet, ám a legtöbb esetben magasabb rendelkezésre állást biztosít a felhasználók számára.